# Resident Evil: Vendetta
 (octobre 2024).
Si vous disposez d'ouvrages ou d'articles de référence ou si vous connaissez des sites web de qualité traitant du thème abordé ici, merci de compléter l'article en donnant les références utiles à sa vérifiabilité et en les liant à la section « Notes et références ».
Série
Resident Evil: Death Island
(2023)
Pour plus de détails, voir Fiche technique et Distribution.
Resident Evil: Vendetta est un film d'animation japonais réalisé par Takanori Tsujimoto et sorti en 2017.
Ce nouveau film d'animation de la licence Capcom se situe quelques années après Resident Evil 6 lors de l’année 2014. On y retrouve deux des personnages les plus célèbres de la série de jeux vidéo Resident Evil, Chris Redfield et Léon Kennedy qui feront équipe pour lutter contre une nouvelle menace d'envergure. Un autre personnage du jeu fait également son apparition, Rebecca Chambers qui a abandonné les armes pour devenir chercheuse. La menace réside cette fois chez un homme qui s'appelle Glenn Arias qui a perdu pratiquement toute sa famille le jour de son mariage à la suite d'un bombardement et qui s'est tourné vers le bio-terrorisme pour assouvir sa vengeance.

## Synopsis
Après les événements survenus à Tall Oaks et Lanshiang, Chris Redfield du BSAA, rejoint huit soldats de l'armée mexicaine en tant qu'observateur dans la région de Querétaro pour appréhender un trafiquant d'armes biologiques, Glenn Arias, et sauver des otages dans un manoir lié à une opération de contrebande d'armes biologiques remplit de zombies infectés par une nouvelle souche virale. Là, il trouve Glenn Arias, mais ce dernier s'enfuit quand le manoir explose. Chris vient ensuite à la rencontre d'une amie et conseillère du BSAA, le Dr Rebecca Chambers, qui commence à développer des médicaments pour combattre le virus rencontré dans le manoir. Le laboratoire est attaqué par l'une des complices d'Arias après la fin des recherches de Rebecca, que Chris sauve d'une infection. Après l'attaque, ils décident de rejoindre Leon S. Kennedy qui pourrait les aider à arrêter Arias. Concluant qu'Arias est impliqué dans une attaque terroriste à venir, ils se rendent à New York pour le trouver avant qu'elle ne puisse se dérouler.

## Fiche technique
Durée : 1h35 

## Distribution

### Voix originales
- Kevin Dorman : Chris Redfield
- Matthew Mercer : Leon S. Kennedy
- Erin Cahill : Rebecca Chambers
- John Demita : Glenn Arias
- Fred Tatasciore : Diego Gomez
- Cristina Vee : Maria Gomez
- Arif S. Kinchen : D.C.
- Arnie Pantoja : Damian
- Kari Wahlgren : Nadia
- Alex Polinsky : Patricio
- Jason Faunt : Aaron
- Karen Strassman : Cathy White
- Mary Elizabeth McGlynn : Zack White
- Jason Hightower : le capitaine

### Voix françaises
- Eilias Changuel : Chris Redfield
- Gilles Morvan : Leon S. Kennedy
- Céline Mauge : Rebecca Chambers
- Olivier Chauvel : Glenn Arias
- Audrey Sourdive : Maria Gomez
- Sabeline Amaury : Nadia
- Jean Rieffel : Aaron